# Alpska liga 1993/94
Alpska liga 1993/94 je bila tretja sezona Alpske lige. Naslov prvaka je osvojil klub HC Bolzano, ki je v finalu premagal HC Milano. 

## Redni del
| Poz | Klub            | OT | TOČ | Z  | N | P  | DG  | PG  | GR   |
| --- | --------------- | -- | --- | -- | - | -- | --- | --- | ---- |
| 1   | HC Milano       | 28 | 43  | 20 | 3 | 5  | 175 | 75  | +100 |
| 2   | HC Bolzano      | 28 | 42  | 18 | 6 | 4  | 160 | 93  | +67  |
| 3   | EC Graz         | 28 | 41  | 20 | 1 | 7  | 166 | 71  | +95  |
| 4   | HC Alleghe      | 28 | 40  | 17 | 6 | 5  | 99  | 79  | +20  |
| 5   | VEU Feldkirch   | 28 | 37  | 17 | 3 | 8  | 128 | 75  | +53  |
| 6   | EC KAC          | 28 | 36  | 16 | 4 | 8  | 163 | 107 | +56  |
| 7   | EC VSV          | 28 | 34  | 15 | 4 | 9  | 138 | 89  | +49  |
| 8   | HC Milano Saima | 28 | 31  | 13 | 5 | 10 | 109 | 102 | +7   |
| 9   | HC Courmayeur   | 28 | 30  | 13 | 4 | 11 | 104 | 106 | -2   |
| 10  | HC Varèse       | 28 | 26  | 12 | 2 | 14 | 120 | 104 | +16  |
| 11  | HC Fiemme       | 28 | 17  | 6  | 5 | 17 | 82  | 164 | -82  |
| 12  | HC Gherdeina    | 28 | 14  | 6  | 2 | 20 | 94  | 188 | -94  |
| 13  | HC Fassa        | 28 | 14  | 6  | 2 | 20 | 100 | 146 | -46  |
| 14  | Asiago Hockey   | 28 | 10  | 4  | 2 | 22 | 76  | 166 | -90  |
| 15  | SG Bruneck      | 28 | 5   | 2  | 1 | 25 | 72  | 221 | -149 |

## Končnica

### Polfinale
*-po podaljšku.
|  | HC Milano | 7:4 | HC Alleghe |  |

| Poročilo tekme | Poročilo tekme | Poročilo tekme  | Poročilo tekme | Poročilo tekme |
| -------------- | -------------- | --------------- | -------------- | -------------- |
|                |                | (3:1, 3:2, 1:1) |                |                |

|  | HC Bolzano | 7:6* | EC Graz |  |

| Poročilo tekme | Poročilo tekme | Poročilo tekme       | Poročilo tekme | Poročilo tekme |
| -------------- | -------------- | -------------------- | -------------- | -------------- |
|                |                | (2:3, 1:3, 3:0, 1:0) |                |                |

### Za tretje mesto
|  | EC Graz | 7:1 | HC Alleghe |  |

| Poročilo tekme | Poročilo tekme | Poročilo tekme  | Poročilo tekme | Poročilo tekme |
| -------------- | -------------- | --------------- | -------------- | -------------- |
|                |                | (3:1, 4:0, 0:0) |                |                |

### Finale
|  | HC Milano | 2:8 | HC Bolzano |  |

| Poročilo tekme | Poročilo tekme | Poročilo tekme  | Poročilo tekme | Poročilo tekme |
| -------------- | -------------- | --------------- | -------------- | -------------- |
|                |                | (0:3, 1:3, 1:2) |                |                |